# Marilyn Monroe nella cultura di massa
All'attrice statunitense Marilyn Monroe vennero dedicate numerose opere, soprattutto film ispirati alla sua persona o canzoni, quello che segue è un elenco delle più note.

## Nell'arte
Andy Warhol dipinse numerosi ritratti dell'attrice. Nel 2001 fu insieme ad altre star del cinema internazionale come Charlie Chaplin e Greta Garbo ritratta sopra un francobollo nella Germania.
La sua immagine venne ritratta da numerosi artisti fra cui Sebastian Krüger, Willem de Kooning, Kerry Waghorn e Audrey Flack.
Il volto di Marilyn compare anche sulla copertina dell'album Caution Radiation Area del gruppo italiano degli Area.

## Nella musica
La canzone Candle in the Wind (1973), scritta da Bernie Taupin ed Elton John, era dedicata a lei. Elton John l'ha successivamente riscritta per il funerale di Lady Diana Spencer. Bob Hope dedicò a Monroe e Joe DiMaggio al tempo in cui si credeva ritornassero insieme la sua canzone The Second Time Around, nominata come miglior canzone per un Oscar nel 1960. Nel 1982 Marilyn viene nominata nella canzone The Day Before You Came degli ABBA.
Esistono numerosi canzoni dal titolo "Marilyn" o "Marilyn Monroe", fra cui quelle di Phoebe Legere, Ray Anthony, Dan Bern e Laze & Royal. Alla sua morte esistono due singoli: ¿Quién mató a Marilyn? dei Los Prisioneros  e Who Killed Marilyn? di Glenn Danzig, fondatore del gruppo Misfits il cui nome venne scelto proprio in onore dell'attrice.
Nella canzone Amore speciale (Giuni Russo-Giuseppe Tripolino-Maria Antonietta Sisini), inclusa nell'album Demo de midi (2003) della cantautrice italiana Giuni Russo, viene citato il personaggio di Marilyn Monroe.
Nel suo album di debutto, Lorel (1986), Lorella Cuccarini interpreta Norma Jean in cui, intervallato da un omaggio a Bay bay Bay, si narra del successo e della morte della Monroe.
Governiment Hooker di Lady Gaga è dedicata interamente all'attrice ed ai suoi amanti politici, parla inoltre di lei nel singolo Dance in the Dark, nel quale afferma che avrebbe ballato nel buio insieme a lei.
È il titolo di un'opera su Marilyn Monroe del compositore Lorenzo Ferrero.
In Italia, sono dedicati lei i brani Ragazza da marito di Francesco Baccini, Norma Jean di Lorella Cuccarini e "M.M." di Oliviero Malaspina.

### Opere

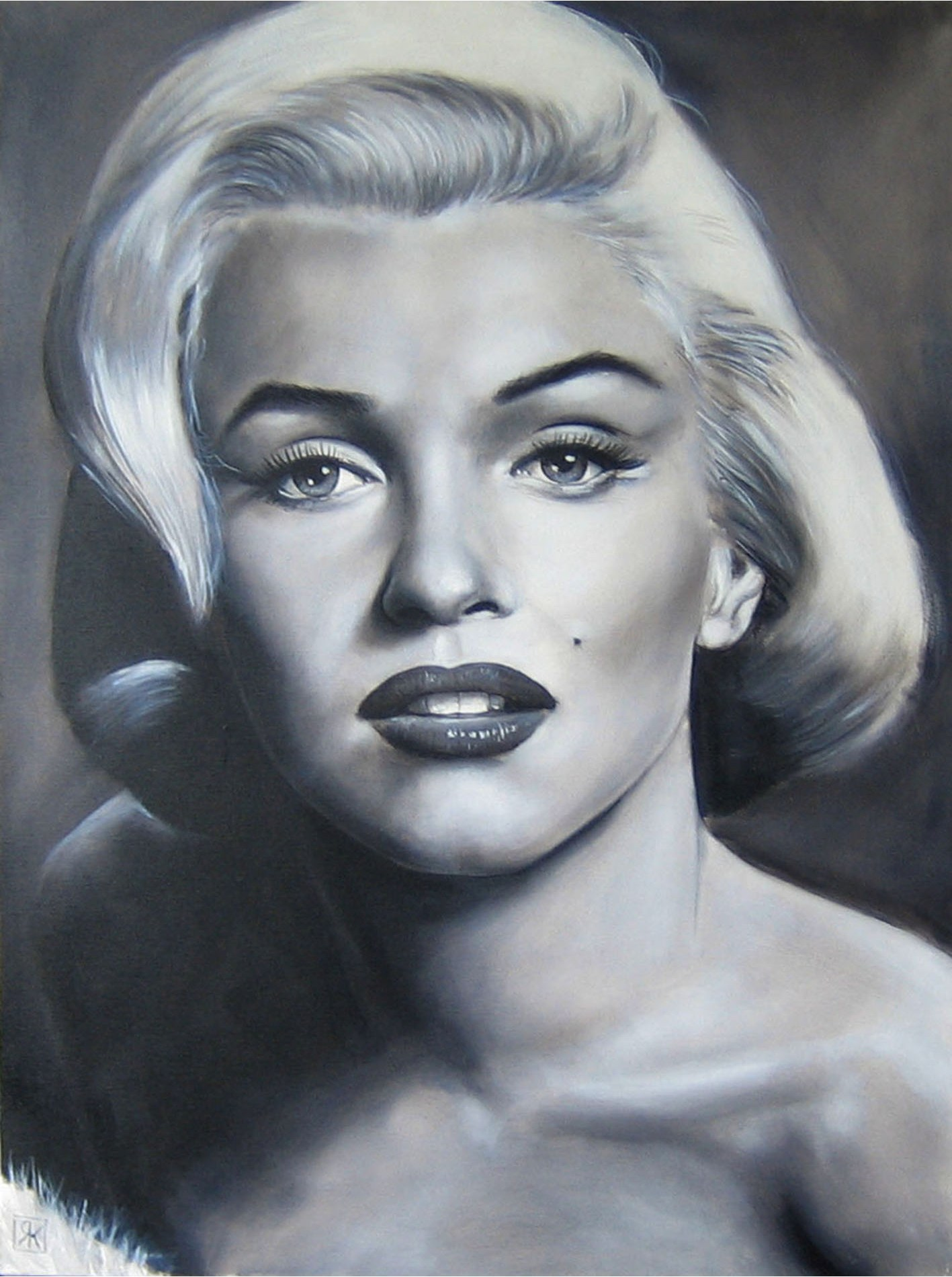
Marilyn Monroe, Pittura a olio, Ralf Krampe

- Marilyn (1980) di Lorenzo Ferrero [3]
- Marilyn (1993) di Ezra Laderman e Norman Rosten per New York City Opera [4]
- Anyone Can See I Love You (2010) di Marilyn Bowering e Gavin Bryars [5]

### Nei film
Diversi film sono usciti ispirandosi direttamente o indirettamente alla persona e alla vita di Marilyn Monroe, quando lei era in vita il film La divina scritto da Paddy Chayesky, che si ispirava proprio alla vita dell'attrice che dalla povertà otterrà la ricchezza al prezzo della felicità, verrà interpretato da Kim Stanley. A Natale del 2009 Suzie Kennedy, sosia perfetta dell'attrice americana, ha impersonato la figura di Marilyn nel film di Leonardo Pieraccioni Io & Marilyn, dove la Monroe viene chiamata durante una seduta spiritica.
Inoltre molte attrici recitarono la parte di Monroe:
- Paula Lane in Buonanotte, dolce Marilyn (1989)[7]
- Constance Forslund nel film televisivo  This Year's Blonde (1980)[8]
- Francine York nel film Marilyn Alive and Behind Bars (1992)
- Michelle William in Marilyn (My Week with Marilyn) (2011)
- Ana de Armas in Blonde (2022)

## Nei videogiochi
Marilyn Monroe appare nel videogioco The Sims con la sesta expansion pack nel quartiere "studios". Arriverà solo se si è in possesso dell'espansione superstar e si presenterà solo nelle feste più scatenate a bordo di una limousine rosa.

## Nell'edilizia
Le costruzioni 4 e 5 dell'Absolute World sono chiamati Marilyn Monroe